# Jean-Pierre Moueix
Jean-Pierre Moueix ist der Name eines der bekanntesten Wein-Handelshäuser des Bordeaux. Es hat seinen Sitz in Libourne und legt auch seinen Schwerpunkt auf die Weine des Libournais, der Region um Saint-Émilion und Pomerol. 
Im Jahr 1930 kaufte der aus dem Département Corrèze in Zentralfrankreich stammende Jean Moueix das in Saint-Émilion liegende Château Fonroque. Sein in Liginiac geborener Sohn Jean-Pierre (1913–2003) begann seine Tätigkeit mit dem Handel von Wein und gründete im Jahr 1937 das Weinhandelsunternehmen Établissements Jean-Pierre Moueix.
Mit viel Instinkt, Überzeugung und Beharrlichkeit baute er sich in den folgenden Jahrzehnten eine überragende Stellung als Négociant. Neben dem Geschäft des Direktvertriebs von erworbenem Wein kaufte er ab den 1950er Jahren mehrere Weingüter.
Im Jahr 1952 erwarb er in Saint-Émilion Château Magdelaine, das drei Jahre später als Premier Grand Cru Classé B eingestuft wurde. Es folgten in Pomerol die Châteaux Trotanoy, Lafleur-Pétrus und Lagrange im Jahr 1953. 1963 übernahm er die Bewirtschaftung des Château Latour à Pomerol. Im Jahr 1964 übernahm er die Direktionsstelle von Château Pétrus, ein Gut, das er wenig später erwarb. Er kaufte unter anderem Château La Grave (1971), Château Lafleur Gazin (1973), Château Certan Marzelle und Château Hosanna (1999). Im Jahr 2002 wurde die Firma Teilhaber an Château La Providence.
Unter der Führung seines Sohns Christian dehnte man die Tätigkeiten auf Kalifornien aus (Dominus und Napanook), trennte sich aber im Jahr 2000 von 13 Besitztümern in Fronsac und Canon-Fronsac. Betroffen waren unter anderem La Dauphine, Canon de Brem, Canon Moueix und la Croix Canon. 
Édouard Moueix, Sohn von Christian ist zurzeit Vertriebsverantwortlicher für den amerikanischen Markt.